# 当利故城址
当利故城址，位于山东省烟台市莱州市沙河镇路旺侯家村，是中华人民共和国山东省文物保护单位之一。
1992年6月12日，授予山东省文物保护单位，是一座古遗址。